# Cucui
Cucui of coecoei is een typische Arubaanse likeur van Indiaans oorsprong. De drank heeft een lichte anijssmaak en een kenmerkende rode kleur. Een van de belangrijkste ingrediënten van de cucui is het sap van de "kukwisa" of agave plant, die met rum  en rietsuiker gemengd wordt. 
Volgens traditie wordt cucui geschonken op feesten, trouwpartijen en bij de kerstviering en de dande. Ze kan puur of met ijs worden gedronken en is populair onder vrouwen. Sedert de opkomst van de toeristenindustrie op Aruba wordt cucui ook gebruikt als ingrediënt in nagerechten en voor cocktails, zoals de bekende Aruba Ariba cocktail.

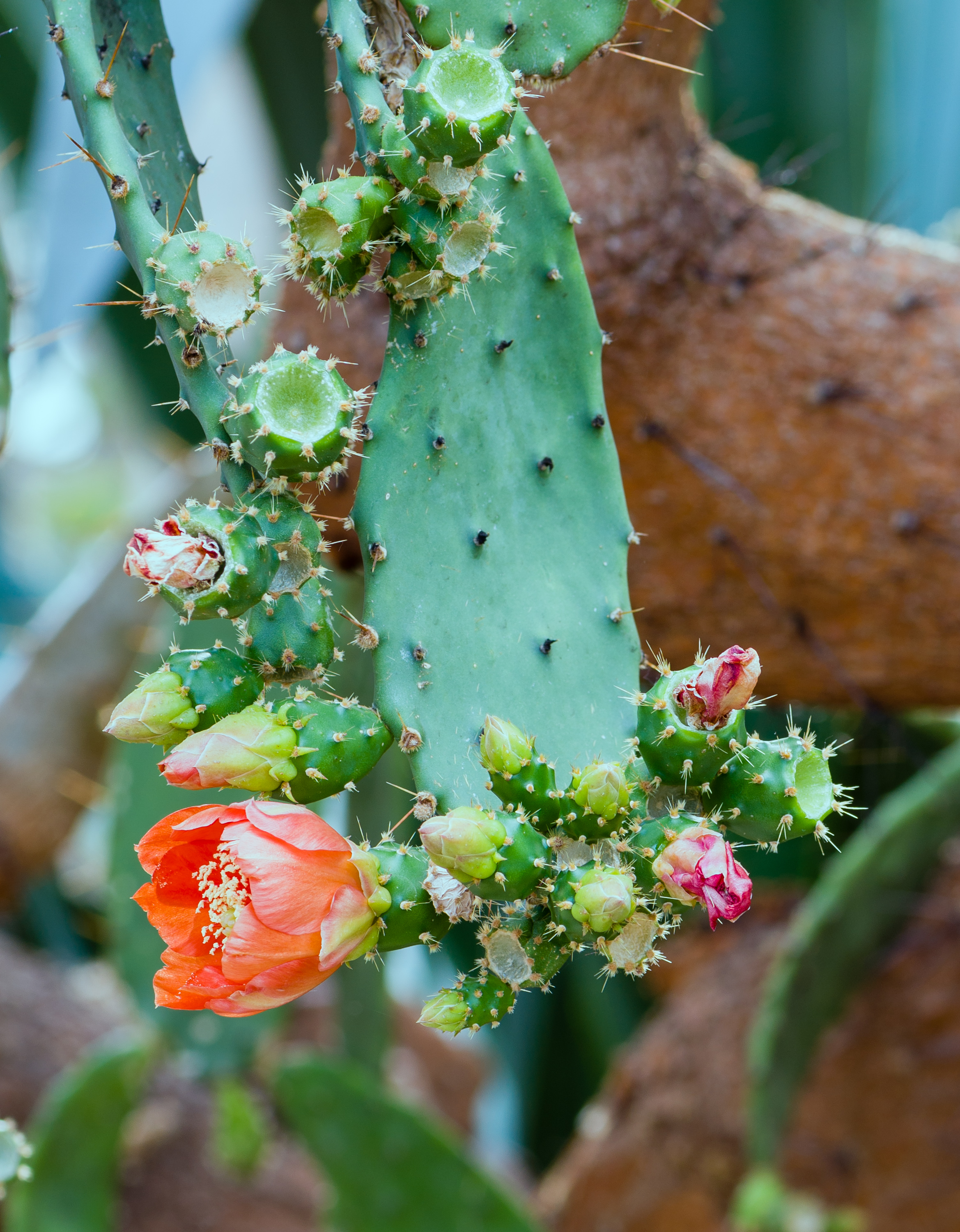
Opuntia elatior met bloem

## Geschiedenis
Cucui is ontstaan uit een eeuwenoude recept, welke voor het eerst gemaakt werd door indianenstammen. Onder meer vindt men in Venezuela een variant genaamd cocuy, welk is gemaakt van groene agave planten die in de dorre streken van de westelijke staten Lara en Falcón groeien.
De traditionele bereidingswijze van cucui bestaat uit het roosteren in ondergrondse ovens en het daarna fermenteren in puur witte rum van de bladen van de agave sisalana. Voor de cerise-rode kleur wordt de vrucht van de "tuna" (opuntia elatior) toegevoegd.
Nadat de thuisgemaakte volksdrank in vergetelheid was geraakt kreeg de cucui hernieuwde bekendheid eind vijftiger jaren van de twintigste eeuw. Deze opleving was dankzij het toerisme en de vestiging van commerciële bottelarijen en veredelingsbedrijven, waaronder de firma's Jan C. Laclé te Santa Cruz, E.F. Debrot Inc. en Playa Liquor & Bottling Co.